# Figueroles de Domenyo
Figueroles de Domenyo (en castellà i oficialment, Higueruelas i en la parla xurra Las Grihuelas) és un municipi del País Valencià que es troba a la comarca de La Serrania.

## Geografia
La superfície del terme és muntanyenca i predomina el Juràssic. L'altitud es manté sempre per sobre dels 600 m i arriba a cims de 1.000 m. Per la part nord se succeïxen el Cerro Carnoso, Cerro Gordo, Cerro Picayo i Peñas de Dios, el cim de les quals queda ja fora del terme.
Cap a l'oest s'alcen las Peñas de las Estacas i el Rodeno; cap al sud el Puntal de la Cruz i l'Alt de la Buitrera. Travessen el terme municipal el barranc de la Lloma, la rambla Salceda i la de Villar.
La població està edificada en el vessant d'una muntanya, contrafort de las Peñas de Dios.

### Límits
Figueroles de Domenyo limita amb els termes municipals d'Andilla, Calles, Xelva, Domenyo i el Villar.

### Accés
Es té accés, des de València, a través de la carretera CV-35 per a enllaçar amb la CV-345.

## Història
Figueroles de Domenyo va començar sent una masia que, per les figueres plantades en els seus voltants, va ser denominada Masia de les Figueroles de Domenyo. En estar enclavada entre muntanyes i tenint un difícil accés en els seus orígens, es va convertir en un refugi de lladres. A principis del segle xviii encara no havia arribat a major categoria com a entitat de població. Posteriorment, i coincidint amb la política fisiocràtica dels Borbó, va començar a ser habitada per colons i es va convertir en un llogaret dependent del municipi de Domenyo. El territori estava dintre de la jurisdicció de Xelva, per la qual cosa va ser propietat dels senyorius successius de Jaume de Xèrica, Vilanova i duc de Vilafermosa. Al juny de 1852, per real provisió de Ferran VII, es va constituir en municipi independent.
Els vestigis més antics de poblament humà que es coneixen al terme de Figueroles de Domenyo es remunten a l'època ibèrica, de la qual es troben restes ceràmiques en la partida de Barcelón, despoblat amb bona defensa natural situat en la confluència dels barrancs de Barcelón i de la Majada Profunda.
Al salt de las Rochas han aparegut ceràmiques, anells de ferro i pedres de molí, i a Villapardo, a uns dos quilòmetres al sud de Figueroles de Domenyo, al cim del turó queden visibles restes d'habitacions i edificis que hagueren de tenir una relativa importància si s'ha de jutjar pels grans carreus i les restes de les cornises que es veuen, cosa que, unit als fragments ceràmics que hi apareixen, indica l'existència d'un poblat ibèric posteriorment romanitzat. Uns cinc-cents metres al sud es va trobar un forn ceràmic ja d'època romana. D'aquella època es troben vestigis d'una vila rústica a las Mazorras, on s'han recollit trossos de paviments de maó romboïdal i altres elements.
Rafael Gil Cortés (Higueruelas, 1952) és autor del volum Higueruelas en tiempos revueltos. República, guerra y represión franquista (Paiporta: Denes, 2016, 400 p.), una obra fruit d'un rigorós treball d'investigació històrica, oral, documental i en arxius, que permet conéixer i comprendre amb un gran sentit històric l'amplitud del període de domini franquista a Figueroles de Domenyo. A més d'això, és igualment remarcable la síntesi històrica que hi fa l'autor del municipi sobre els seus orígens com a llogaret separat de Domenyo, el context del segle xix i el període que va fins a la Segona República.

## Demografia
| 1990 | 1992 | 1994 | 1996 | 1998 | 2000 | 2002 | 2004 | 2006 | 2007 |
| ---- | ---- | ---- | ---- | ---- | ---- | ---- | ---- | ---- | ---- |
| 595  | 593  | 582  | 556  | 559  | 560  | 557  | 519  | 537  | 531  |

## Economia
Basada tradicionalment en l'agricultura i en la ramaderia, va començar a tenir-hi un fort creixement durant el segle XX la indústria de la fusteria i l'explotació minera. Té mines de caolí.

## Política i govern

### Composició de la Corporació Municipal
El Ple de l'Ajuntament està format per 7 regidors. En les eleccions municipals de 26 de maig de 2019 foren elegits 5 regidors del Partit Popular (PP) i 2 del Partit Socialista del País Valencià (PSPV-PSOE).
| Eleccions municipals de 26 de maig de 2019 - Figueroles de Domenyo                                               |                                          |                                     |                                     |      |          |          |
| Candidatura | Candidatura                              | Candidatura                         | Cap de llista                       | Vots | Vots     | Regidors |
| | Partit Popular                           |                                     | Melanio Esteban Martínez            | 241  | 67,32%   | 5 (+1)   |
| | Partit Socialista del País Valencià-PSOE |                                     | Francisco Estarelles Andújar        | 110  | 30,73%   | 2 (-1)   |
| | Vots en blanc                            |                                     |                                     | 7    | 1,96%    |          |
| Total vots vàlids i regidors                                                                                     | Total vots vàlids i regidors             | Total vots vàlids i regidors        | Total vots vàlids i regidors        | 358  | 100 %    | 7        |
| | Vots nuls                                | Vots nuls                           | Vots nuls                           | 14   | 3,76%    |          |
| Participació (vots vàlids més nuls)                                                                              | Participació (vots vàlids més nuls)      | Participació (vots vàlids més nuls) | Participació (vots vàlids més nuls) | 372  | 84,35%** |          |
| Abstenció | Abstenció                                | Abstenció                           | Abstenció                           | 69*  | 15,65%** |          |
| Total cens electoral                                                                                             | Total cens electoral                     | Total cens electoral                | Total cens electoral                | 441* | 100 %**  |          |
| Alcalde: Melanio Esteban Martínez (PP) (15/06/2019) Per majoria absoluta dels vots dels regidors                 |                                          |                                     |                                     |      |          |          |
| Fonts: JEC, JEZ Llíria, Periòdic Ara. (* No són vots sinó electors. ** Percentatge respecte del cens electoral.) |                                          |                                     |                                     |      |          |          |

### Alcaldia
Des de 2003 l'alcalde de Figueroles de Domenyo és Melanio Esteban Martínez del Partit Popular (PP).
| Període                       | Alcalde o alcaldessa                            | Partit polític | Data de possessió   | Observacions         |
| ----------------------------- | ----------------------------------------------- | -------------- | ------------------- | -------------------- |
| 1979–1983                     | Francisco Gil García                            | AIH            | 19/04/1979          | --                   |
| 1983–1987                     | Francisco Gil García                            | OIV            | 28/05/1983          | --                   |
| 1987–1991                     | Benjamín Cortés Gil                             | PSPV-PSOE      | 30/06/1987          | --                   |
| 1991–1995                     | Benjamín Cortés Gil                             | PSPV-PSOE      | 15/06/1991          | --                   |
| 1995–1999                     | Rosendo Moreno Balaguer Juan José Solaz Cortés  | PP             | 17/06/1995 15/11/97 | Dimissió/renúncia -- |
| 1999–2003                     | Juan José Solaz Cortés                          | PP             | 03/07/1999          | --                   |
| 2003–2007                     | Juan José Solaz Cortés                          | PP             | 14/06/2003          | --                   |
| 2007–2011                     | Juan José Solaz Cortés                          | PP             | 16/06/2007          | --                   |
| 2011–2015                     | Juan José Solaz Cortés Melanio Esteban Martínez | PP             | 11/06/2011 17/10/13 | Dimissió/renúncia -- |
| 2015–2019                     | Melanio Esteban Martínez                        | PP             | 13/06/2015          | --                   |
| 2019-2023                     | Melanio Esteban Martínez                        | PP             | 15/06/2019          | --                   |
| Des de 2023                   | n/d                                             | n/d            | 17/06/2023          | --                   |
| Fonts: Generalitat Valenciana |                                                 |                |                     |                      |

## Monuments
- Església de Santa Bàrbara: del segle xvii, l'edifici consta d'una nau amb volta a mitjan canó sobre arcs que es recolzen en pilastres compostes flanquejant tot a banda i banda per sengles sèries de capelles laterals entre els contraforts en nombre de tres per cada costat. El temple parroquial és de planta rectangular; fou en principi una antiga ermita quan la població estava vinculada a Domenyo i es va ampliar el 1901 i 1910; conservà l'arquitectura principal a excepció de la teulada del campanar (actualment s'està portant a terme un estudi per retornar la torre al seu estat originari).

## Llocs d'interés
- Àrea recreativa de la Fuente Ladrón. Zona d'acampada lliure, a quilòmetre i mig del poble, al paratge del barranc de la Hoz.
- Viga del Horcajo. Pi monumental d'uns 20 metres d'alçada i una edat estimada en 200 anys. Es troba al paratge de la Pineda de Higueruelas.
- Cerro de la Viña. Conjunt etnoarqueològic declarat Bé d'Interés cultural. És un jaciment que està excavat parcialment.

## Festes locals
- Festes Patronals. Se celebren en honor del Crist de la Pietat i Santa Bàrbara del 14 al 16 de setembre. Té una reconeguda tradició la processó del Crist, amb més de 200 anys d'antiguitat.
- Sant Antoni. Se celebra al mes de gener. Tradicionalment, la gent del lloc es reunix en colles amb les seues respectives fogueres.